# Кулотинское городское поселение
Кулотинское городское поселение — муниципальное образование в Окуловском муниципальном районе Новгородской области.
Крупнейший населённый пункт и административный центр — пгт Кулотино.

## История
Кулотинское городское поселение было образовано в соответствии с законом Новгородской области от 11 ноября 2005 года № 559-ОЗ. В состав городского поселения вошли 18 населённых пунктов (посёлок городского типа Кулотино и 17 деревень).
Постановлением Администрации Новгородской области от 17 апреля 2006 года № 191 были утверждены границы (черта) населённых этих пунктов, приведено описание границ этих населённых пунктов и занимаемая ими площадь. В результате муниципальной реформы было образовано не только новое муниципальное образование, но и были объединены администрации посёлка Кулотино и Полищенского сельсовета.

## Население
| 2010  | 2012  | 2013  | 2014  | 2015  | 2016  | 2017  |
| ----- | ----- | ----- | ----- | ----- | ----- | ----- |
| 3393  | ↘3256 | ↘3189 | ↘3115 | ↘3044 | ↘2937 | ↘2903 |
| 2018  | 2019  | 2020  | 2021  |       |       |       |
| ↘2834 | ↘2774 | ↘2681 | ↘2401 |       |       |       |

## Состав городского поселения
| №  | Населённый пункт | Тип населённого пункта                  | Население |
| -- | ---------------- | --------------------------------------- | --------- |
| 1  | Бобылёво         | деревня                                 | 9         |
| 2  | Боево            | деревня                                 | 18        |
| 3  | Верешино         | деревня                                 | 6         |
| 4  | Глазово          | деревня                                 | 1         |
| 5  | Горушка          | деревня                                 | 2         |
| 6  | Долманово        | деревня                                 | 13        |
| 7  | Дорохново        | деревня                                 | 11        |
| 8  | Дручно           | деревня                                 | 3         |
| 9  | Зуево            | деревня                                 | 0         |
| 10 | Кузнечевицы      | деревня                                 | 4         |
| 11 | Кулотино         | рабочий посёлок, административный центр | ↘2094     |
| 12 | Махново          | деревня                                 | 6         |
| 13 | Опечек           | деревня                                 | 3         |
| 14 | Пестово          | деревня                                 | 2         |
| 15 | Подберезье       | деревня                                 | 5         |
| 16 | Полищи           | деревня                                 | 349       |
| 17 | Старое           | деревня                                 | 19        |
| 18 | Яковково         | деревня                                 | 0         |

## Достопримечательности
- В муниципальном образовании расположен памятник природы «Опеченские горы»[12]
- В бассейне реки Перетны находится несколько раннеславянских курганных групп (свыше 100 насыпей) IX—XIII веков[13], в том числе — укреплённое поселение (летописный «град») новгородских словен Малые Полищи[14]